# 1660-е годы
1660-е (ты́сяча шестьсо́т шестидеся́тые) го́ды по григорианскому календарю — промежуток времени с 1 января 1660 года по 31 декабря 1669 года, включающий 1660 год 6-го десятилетия   и с 1661 по 1669 годы    7-го десятилетия XVII века 2-го тысячелетия.  Они закончились 356 лет назад.

## События
- Русско-польская война (1654—1667).
- Португальская война за независимость (1637—1668). Лиссабонский мир (1668).
- Реставрация Стюартов (1660). Кавалерский парламент[англ.] (1661).
- Медный бунт (1662). Соловецкое восстание (1668—1676).
- Австро-турецкая война (1663—1664). Битва при Сентготтхарде (1664). Заговор Зринских-Франкопана (1664).
- Французская Ост-Индская компания (1664).
- Великая эпидемия чумы в Лондоне (1665—1666). Великий лондонский пожар (1666).
- Захват Маракайбо (1666).
- Вторая англо-голландская война (1665—1667). Новый Амстердам захвачен англичанами (1664; Нью-Йорк). Бредское соглашение (1667).
- Деволюционная война (1667—1668) Франции против Испании, Швеции, Голландии и Англии. Ахенский мир (1668).

## Культура
- Строительство Версальского дворца.
- Мольер (1622—1673), писатель. «Тартюф, или Обманщик» (1664).
- Площадь Святого Петра (1667; Бернини, Джованни Лоренцо).
- Джон Мильтон (1608—1674). «Потерянный рай» (1667).
- Рембрандт (1606—1669), художник. «Возвращение блудного сына» (1669).

### Наука и техника
- Лондонское королевское общество по развитию знаний о природе (1662). «Философские труды Королевского общества» (c 1665).
- Закон Бойля — Мариотта (1662; Бойль; Мариотт).
- Клетка (1665; Роберт Гук).
- Французская академия наук (1666).